# Postanowienie
Postanowienie – w obecnym systemie prawnym Rzeczypospolitej Polskiej orzeczenie sądowe wydawane przez sąd, Trybunał Stanu, Trybunał Konstytucyjny lub akt prokuratora, innego organu postępowania przygotowawczego, komornika bądź akt administracyjny podjęty przez organ administracji publicznej w sprawach dotyczących poszczególnych kwestii wynikających w toku konkretnego postępowania (postępowanie administracyjne, cywilne, karne) oraz Prezydenta RP, Marszałka Sejmu RP i Marszałka Senatu RP.

## Postanowienie w postępowaniu administracyjnym
Postanowienie powinno zawierać: oznaczenie organu administracji publicznej, datę jego wydania, oznaczenie strony lub stron albo innych osób biorących udział w postępowaniu, powołanie podstawy prawnej, rozstrzygnięcie, pouczenie, czy i w jakim trybie służy na nie zażalenie lub skarga do sądu administracyjnego oraz podpis z podaniem imienia i nazwiska oraz stanowiska służbowego osoby upoważnionej do jego wydania. Postanowienie wydane na piśmie utrwalonym w postaci elektronicznej zawiera podpis kwalifikowany tej osoby.
Postanowienie powinno zawierać uzasadnienie faktyczne i prawne, jeżeli służy na nie zażalenie lub skarga do sądu administracyjnego oraz gdy wydane zostało na skutek zażalenia na postanowienie. Postanowienia, od których służy stronom zażalenie lub skarga do sądu administracyjnego, doręcza się na piśmie lub za pomocą środków komunikacji elektronicznej.
W niektórych przypadkach (gdy przemawia za tym interes strony, a przepis prawny nie stoi temu na przeszkodzie), postanowienia mogą być stronom ogłaszane ustnie.
Postanowienie, które może być zaskarżone do sądu administracyjnego, doręcza się stronie wraz z pouczeniem o dopuszczalności wniesienia skargi oraz uzasadnieniem faktycznym i prawnym.
Zażalenie przysługuje na postanowienia w postępowaniu administracyjnym, których przedmiotem jest:
- odmowa wszczęcia postępowania na żądanie organizacji społecznej,
- odmowa dopuszczania organizacji społecznej do udziału w postępowaniu,
- zawieszenie postępowania,
- odmowa zawieszenia postępowania,
- podjęcie zawieszonego postępowania,
- odmowa przywrócenia terminu do dokonania czynności procesowej,
- zatwierdzenie lub odmowa zatwierdzenia ugody,
- zajęcie stanowiska, wyrażenie opinii lub zgody przez inny organ,
- nadanie decyzji rygoru natychmiastowej wykonalności,
- ukaranie strony, świadka lub biegłego grzywną za niestawienie się bez uzasadnionej przyczyny,
- ukaranie strony, świadka lub biegłego grzywną za bezzasadną odmowę złożenia zeznania, wydania opinii, okazania przedmiotu oględzin, udziału w innej czynności urzędowej,
- odmowa zwolnienia od kary grzywny, o której mowy powyżej,
- ukaranie strony, świadków, biegłych i innych osób uczestniczących w rozprawie karą grzywny za niewłaściwe zachowanie się w czasie rozprawy,
- odmowa umożliwienia stronie przeglądania akt sprawy, sporządzania z nich notatek i odpisów, uwierzytelniania takich odpisów lub wydania uwierzytelnionych odpisów,
- odmowa wydania zaświadczenia bądź zaświadczenia o treści żądanej przez osobę ubiegającą się o nie,
- koszty postępowania.

## Postanowienie w postępowaniu cywilnym

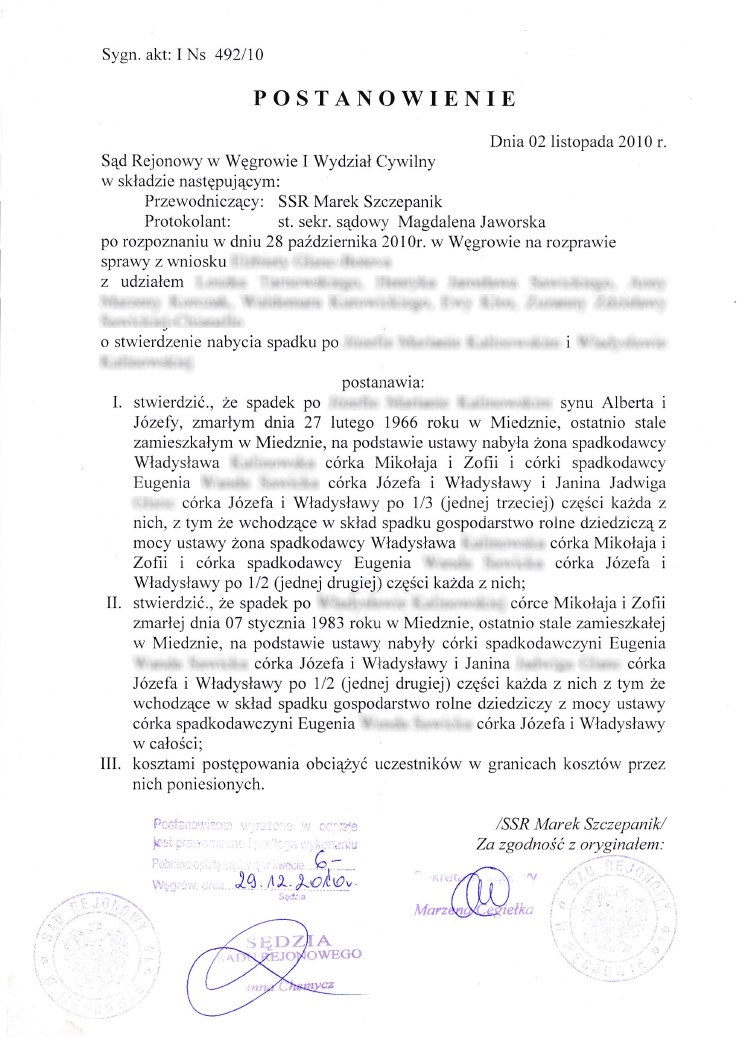
Odpis postanowienia w sprawie cywilnej

Postanowienie to orzeczenie wydawane w postępowaniu cywilnym w kwestiach niedotyczących istoty sprawy, a zatem w kwestiach proceduralnych. Zasada powyższa dotyczy jednak wyłącznie procesu. W innych natomiast postępowaniach cywilnych, w których nie orzeka się wyrokiem, postanowienie dotyczyć może zarówno istoty sprawy, jak i kwestii mniejszej wagi, proceduralnych. Postanowienie może być wydane na posiedzeniu niejawnym.
Postanowienia można różnie klasyfikować. Proponuje się m.in. następujące podziały:
- co do zaskarżalności:
  - zaskarżalne,
  - niezaskarżalne;
- co do wykonalności:
  - podlegające wykonaniu (wykonalne),
  - niepodlegające wykonaniu (niewykonalne);
- co do znaczenia, jakie mają w postępowaniu:
  - kończące postępowanie w sprawie,
  - niekończące postępowania w sprawie.

## Postanowienie w postępowaniu karnym

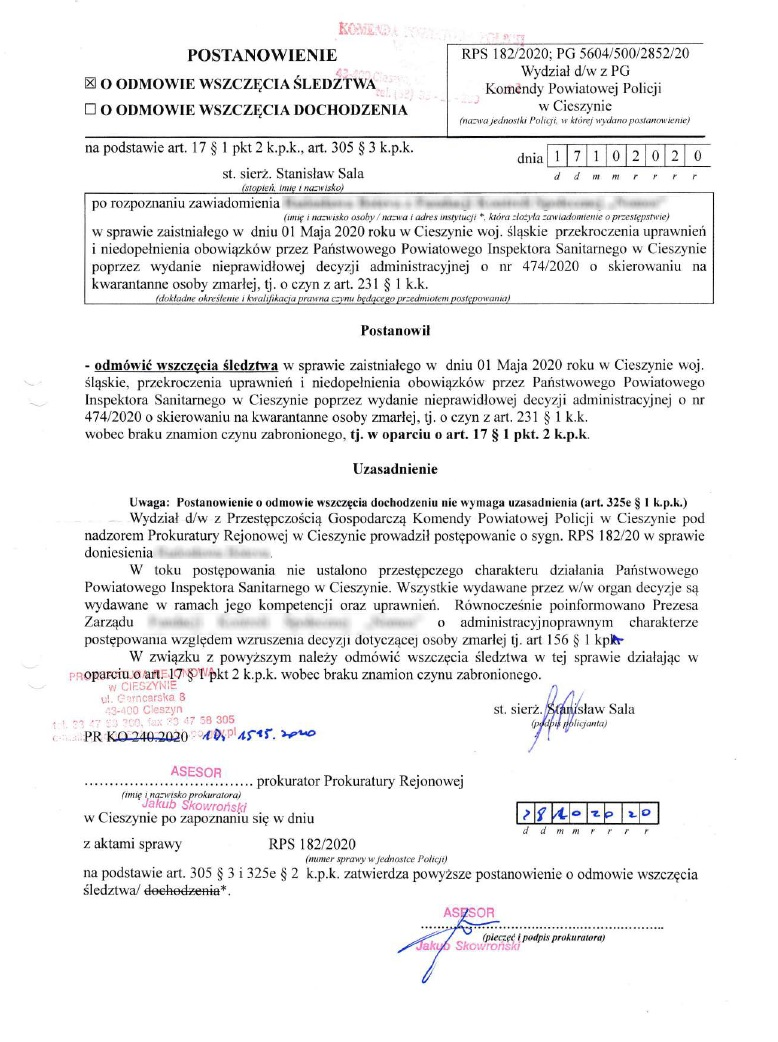
Postanowienie o odmowie wszczęcia śledztwa

Zgodnie z art. 94 § 1 KPK postanowienie powinno zawierać:
- oznaczenie organu oraz osoby lub osób, wydających postanowienie,
- datę wydania postanowienia,
- wskazanie sprawy oraz kwestii, której postanowienie dotyczy,
- rozstrzygnięcie z podaniem podstawy prawnej,
- uzasadnienie, chyba że ustawa zwalnia od tego wymagania.

W postępowaniu karnym postanowienia wydaje sąd, prokurator, Policja i inne organy uprawnione do prowadzenia tego postępowania.

## Postanowienie Prezydenta Rzeczypospolitej Polskiej
Postanowienia Prezydenta Rzeczypospolitej Polskiej wydawane są na mocy art. 142 ust. 2 Konstytucji RP w zakresie realizacji kompetencji Prezydenta RP wynikających z przepisów Konstytucji i ustaw. Do jego ważności niezbędna jest kontrasygnata (podpis) Prezesa Rady Ministrów, z wyjątkiem sytuacji wyliczonych w art. 144 Konstytucji RP.

## Postanowienie Marszałka Sejmu RP lub Marszałka Senatu RP
Postanowienia marszałków publikuje się w Monitorze Polskim. Dotyczą one najczęściej stwierdzania wygaśnięcia lub objęcia mandatu poselskiego i senatorskiego. Ponadto Marszałek Sejmu RP postanowieniem ogłasza datę wyborów Prezydenta RP.

## Postanowienia Trybunału Konstytucyjnego
Trybunał Konstytucyjny wydaje postanowienia, gdy ustawa nie wymaga wydania wyroku. Trybunał orzeka również postanowieniem o rozstrzygnięciu sporu kompetencyjnego, powierzeniu Marszałkowi Sejmu RP tymczasowego wykonywania obowiązków Prezydenta RP czy o umorzeniu postępowania.